# Segunda División Peruana 2008
El Campeonato Descentralizado ADFP-SD 2008, conocida como Segunda División del Perú 2008, fue la edición número 56 de la Segunda División del Perú, la tercera desde que se descentraliza en 2006 y la tercera bajo la denominación de Campeonato Descentralizado ADFP-SD.
Se inició el sábado 24 de mayo con la participación de 10 clubes y finalizó el sábado 6 de diciembre. Se disputó en tres ruedas con un total de 27 fechas. En la primera y segunda rueda se respetaron las localías de los clubes por derecho; en la tercera rueda se definió al club local de acuerdo al mejor resultado entre ambos equipos luego de sus respectivos encuentros de las dos primeras ruedas del torneo.
Concluido el torneo, ascendieron al Campeonato Descentralizado 2009 el campeón Total Clean y el subcampeón Inti Gas Deportes. Descendió a la Etapa Regional de la Copa Perú 2009 la Universidad Técnica de Cajamarca, equipo que obtuvo el menor puntaje acumulado.

## Equipos participantes
| Club                             | Ciudad    | Estadio             | Capacidad |
| -------------------------------- | --------- | ------------------- | --------- |
| América Cochahuayco              | Lima      | Monumental          | 80,093    |
| Aviación-Coopsol                 | Callao    | Miguel Grau         | 17,000    |
| Deportivo Municipal              | Lima      | San Marcos          | 63,500    |
| Hijos de Acosvinchos             | Lima      | Carlos Solís García | 4,000     |
| Inti Gas Deportes                | Ica       | Picasso Peratta     | 5,000     |
| Real Ayacucho                    | Ayacucho  | Ciudad de Cumaná    | 15,000    |
| Sport Águila                     | Huancayo  | Huancayo            | 20,000    |
| Total Clean                      | Arequipa  | Mariano Melgar      | 20,000    |
| Universidad San Marcos           | Lima      | San Marcos          | 63,500    |
| Universidad Técnica de Cajamarca | Cajamarca | Héroes de San Ramón | 15,000    |

## Clasificación general
| Pos. | Equipo                 | PJ | PG | PE | PP | GF | GC | DG  | Pts. |
| ---- | ---------------------- | -- | -- | -- | -- | -- | -- | --- | ---- |
| 1    | Total Clean            | 27 | 15 | 7  | 5  | 43 | 22 | +21 | 52   |
| 2    | Inti Gas Deportes      | 27 | 14 | 8  | 5  | 36 | 20 | +16 | 50   |
| 3    | Sport Águila           | 27 | 13 | 7  | 7  | 43 | 31 | +12 | 46   |
| 4    | Hijos de Acosvinchos   | 27 | 11 | 7  | 9  | 31 | 29 | +2  | 40   |
| 5    | Universidad San Marcos | 27 | 12 | 4  | 11 | 28 | 32 | -4  | 40   |
| 6    | Aviación-Coopsol       | 27 | 10 | 9  | 8  | 31 | 23 | +8  | 39   |
| 7    | Deportivo Municipal    | 27 | 9  | 7  | 11 | 28 | 36 | -8  | 34   |
| 8    | América Cochahuayco    | 27 | 6  | 5  | 16 | 34 | 41 | -7  | 26   |
| 9    | Real Ayacucho          | 27 | 6  | 8  | 13 | 23 | 39 | -16 | 26   |
| 10   | UTC                    | 27 | 4  | 8  | 15 | 16 | 40 | -24 | 17   |

- Pos.=Posición PJ=Partidos jugados; PG=Partidos ganados; PE=Partidos empatados; PP=Partidos perdidos; GF=Goles anotados; GC=Goles recibidos; DG=Diferencia de goles; Pts.=Puntos.

|  |                                                     |
|  | Ascendido al Campeonato Descentralizado 2009.       |
|  | Descedido a la Etapa Regional de la Copa Perú 2009. |

| Perú                   |
| Campeón                |
| Total Clean 1.º título |

|                                      |
| Segunda División 2008: Primera Ronda |

| 25-05-2008                                              | La Tomilla        | Cayma       | Total Clean          | 2-0 | Real Ayacucho        |
| 31-05-2008                                              | San Marcos        | Lima        | San Marcos           | 1-0 | Total Clean          |
| 08-06-2008                                              | La Tomilla        | Cayma       | Total Clean          | 2-0 | UTC                  |
| 14-06-2008                                              | La Tomilla        | Cayma       | Total Clean          | 3-2 | Deportivo Municipal  |
| 22-06-2008                                              | Solís García      | Chosica     | Hijos de Acosvinchos | 1-0 | Total Clean          |
| 29-06-2008                                              | La Tomilla        | Cayma       | Total Clean          | 1-2 | Sport Águila         |
| 05-07-2008                                              | Picasso Peratta   | Ica         | Inti Gas             | 2-2 | Total Clean          |
| 13-07-2008                                              | Mariano Melgar    | Arequipa    | Total Clean          | 2-1 | Deportivo Coopsol    |
| 19-07-2008                                              | Miguel Grau       | Callao      | América Cochahuayco  | 1-1 | Total Clean          |
| Segunda División 2008: Segunda Ronda                    |                   |             |                      |     |                      |
| 03-08-2008                                              | Ciudad de Cumaná  | Ayacucho    | Real Ayacucho        | 1-1 | Total Clean          |
| 09-08-2008                                              | Mariano Melgar    | Arequipa    | Total Clean          | 1-0 | San Marcos           |
| 17-08-2008                                              | La Encañada       | La Encañada | UTC                  | 1-2 | Total Clean          |
| 23-08-2008                                              | San Marcos        | Lima        | Deportivo Municipal  | 1-0 | Total Clean          |
| 30-08-2008                                              | Mariano Melgar    | Arequipa    | Total Clean          | 1-1 | Hijos de Acosvinchos |
| 07-09-2008                                              | IV Centenario     | Huancayo    | Sport Águila         | 1-1 | Total Clean          |
| 12-09-2008                                              | Mariano Melgar    | Arequipa    | Total Clean          | 1-0 | Inti Gas             |
| 20-09-2008                                              | Miguel Grau       | Callao      | Deportivo Coopsol    | 1-1 | Total Clean          |
| 27-09-2008                                              | Mariano Melgar    | Arequipa    | Total Clean          | 4-1 | América Cochahuayco  |
| Segunda División 2008: Ronda Final                      |                   |             |                      |     |                      |
| 04-10-2008                                              | Mariano Melgar    | Arequipa    | Total Clean          | 2-1 | Deportivo Coopsol    |
| 11-10-2008                                              | Mariano Melgar    | Arequipa    | Total Clean          | 2-0 | San Marcos           |
| 18-10-2008                                              | Mariano Melgar    | Arequipa    | Total Clean          | 4-0 | América Cochahuayco  |
| 25-10-2008                                              | Mariano Melgar    | Arequipa    | Total Clean          | 1-0 | Real Ayacucho        |
| 01-11-2008                                              | Mariano Melgar    | Arequipa    | Total Clean          | 2-0 | Deportivo Municipal  |
| 09-11-2008                                              | Solís García      | Chosica     | Hijos de Acosvinchos | 1-1 | Total Clean          |
| 15-11-2008                                              | Mariscal Castilla | El Tambo    | Sport Águila         | 2-1 | Total Clean          |
| 29-11-2008                                              | Mariano Melgar    | Arequipa    | Total Clean          | 3-0 | UTC                  |
| 06-12-2008                                              | Mariano Melgar    | Arequipa    | Total Clean          | 2-1 | Inti Gas             |
| Total Clean Campeón de la Segunda División Peruana 2008 |                   |             |                      |     |                      |

|-

## Resultados

### Primera y segunda rueda
| Local / Visita                   | TC  | RA  | ACO | AVI | SM  | UTC | MUN | AME | SA  | IG  |
| -------------------------------- | --- | --- | --- | --- | --- | --- | --- | --- | --- | --- |
| Total Clean                      | XXX | 2-0 | 1-1 | 2-1 | 1-0 | 2-0 | 3-2 | 4-1 | 1-2 | 1-0 |
| Real Ayacucho                    | 1-1 | XXX | 1-3 | 0-1 | 2-1 | 1-0 | 1-1 | 1-0 | 1-1 | 1-0 |
| Hijos de Acosvinchos             | 1-0 | 1-0 | XXX | 2-0 | 3-2 | 2-0 | 1-0 | 2-1 | 0-0 | 1-1 |
| Aviación-Coopsol                 | 1-1 | 3-0 | 0-0 | XXX | 3-0 | 3-0 | 3-0 | 2-1 | 1-1 | 0-0 |
| Universidad San Marcos           | 1-0 | 2-1 | 1-0 | 1-0 | XXX | 2-0 | 0-0 | 1-2 | 2-1 | 2-1 |
| Universidad Técnica de Cajamarca | 1-2 | 1-1 | 1-0 | 0-0 | 1-2 | XXX | 3-1 | 1-0 | 1-1 | 0-1 |
| Deportivo Municipal              | 1-0 | 0-2 | 1-0 | 0-0 | 1-0 | 2-1 | XXX | 1-0 | 0-1 | 1-0 |
| América Cochahuayco              | 1-1 | 5-2 | 1-0 | 1-2 | 1-2 | 0-0 | 1-2 | XXX | 3-1 | 1-1 |
| Sport Águila                     | 1-1 | 1-0 | 1-0 | 2-1 | 4-0 | 2-1 | 0-0 | 3-1 | XXX | 0-4 |
| Inti Gas Deportes                | 2-2 | 2-0 | 2-1 | 1-1 | 0-0 | 2-0 | 1-0 | 1-0 | 4-3 | XXX |

### Tercera rueda
| Local / Visita                   | TC  | RA  | ACO | AVI | SM  | UTC | MUN | AME | SA  | IG  |
| -------------------------------- | --- | --- | --- | --- | --- | --- | --- | --- | --- | --- |
| Total Clean                      | XXX | 1-0 | ø   | 2-1 | 2-0 | 3-0 | 2-0 | 4-0 | ø   | 2-1 |
| Real Ayacucho                    | ø   | XXX | ø   | ø   | ø   | 1-1 | 2-2 | 1-1 | ø   | ø   |
| Hijos de Acosvinchos             | 1-1 | 2-0 | XXX | 1-1 | 2-0 | 2-2 | 1-4 | 1-5 | ø   | ø   |
| Aviación-Coopsol                 | ø   | 1-1 | ø   | XXX | 1-2 | 1-0 | 2-0 | 2-1 | ø   | ø   |
| Universidad San Marcos           | ø   | 1-3 | ø   | ø   | XXX | 0-0 | ø   | 2-0 | ø   | 0-0 |
| Universidad Técnica de Cajamarca | ø   | ø   | ø   | ø   | ø   | XXX | 1-1 | 2-0 | ø   | ø   |
| Deportivo Municipal              | ø   | ø   | ø   | ø   | 3-2 | ø   | XXX | 1-3 | ø   | ø   |
| América Cochahuayco              | ø   | ø   | ø   | ø   | ø   | ø   | ø   | XXX | ø   | ø   |
| Sport Águila                     | 2-1 | 3-0 | 0-1 | 3-0 | 0-2 | 4-1 | 4-2 | 2-2 | XXX | ø   |
| Inti Gas Deportes                | ø   | 2-0 | 3-2 | 1-0 | ø   | 2-0 | 2-2 | 1-0 | 1-0 | XXX |

#### Partido Final
| 1          | POR        | Roy Sucuytana     |       |
|            | DEF        | Wilder Galliquio  |       |
|            | DEF        | Javier Cárdenas   |       |
|            | DEF        | Víctor Reyes      |       |
|            | MED        | Percy Manchego    | Salió |
|            | MED        | Martín Vásquez    |       |
|            | MED        | Edward Campos     |       |
|            | MED        | Christian Vildoso |       |
|            | MED        | Joel Sánchez      |       |
|            | DEL        | César Goya        | Salió |
|            | DEL        | Roberto Farfán    |       |
| Entrenador | Entrenador | Fredy García      |       |

|            | POR        | Jhonny Soto     |       |
|            | DEF        | Rubén Díaz      |       |
|            | DEF        | Martín Reategui |       |
|            | DEF        | Raúl Penalillo  |       |
|            | DEF        | Omar Cuya       | Salió |
|            | MED        | Dúber Zapata    |       |
|            | MED        | Fabián Ramírez  |       |
|            | MED        | Jorge Chávez    |       |
|            | MED        | Mario Velarde   | Salió |
|            | DEL        | Antonio Serrano |       |
|            | DEL        | David Aguirre   |       |
| Entrenador | Entrenador | Edgar Ospina    |       |

|  | MED | Charly Vicente | Entró |
|  | DEL | Edgar Romaní   | Entró |

|  | DEL | Daniel Maldonado | Entró |
|  | MED | Franco Melgar    | Entró |

| Anotado | 5'  | Wilder Galliquio | 1-0 |
| Anotado | 46' | Wilder Galliquio | 2-0 |

| Anotado | 51' | Antonio Serrano | 2-1 |

| Amonestado |  | Wilder Galliquio |
| Amonestado |  | Charly Vicente   |

| Amonestado |  | Dúber Zapata |
| Amonestado |  | Jorge Chávez |

| Árbitro | Héctor Rojas |

| 1          | POR        | Roy Sucuytana     |       |
|            | DEF        | Wilder Galliquio  |       |
|            | DEF        | Javier Cárdenas   |       |
|            | DEF        | Víctor Reyes      |       |
|            | MED        | Percy Manchego    | Salió |
|            | MED        | Martín Vásquez    |       |
|            | MED        | Edward Campos     |       |
|            | MED        | Christian Vildoso |       |
|            | MED        | Joel Sánchez      |       |
|            | DEL        | César Goya        | Salió |
|            | DEL        | Roberto Farfán    |       |
| Entrenador | Entrenador | Fredy García      |       |

|            | POR        | Jhonny Soto     |       |
|            | DEF        | Rubén Díaz      |       |
|            | DEF        | Martín Reategui |       |
|            | DEF        | Raúl Penalillo  |       |
|            | DEF        | Omar Cuya       | Salió |
|            | MED        | Dúber Zapata    |       |
|            | MED        | Fabián Ramírez  |       |
|            | MED        | Jorge Chávez    |       |
|            | MED        | Mario Velarde   | Salió |
|            | DEL        | Antonio Serrano |       |
|            | DEL        | David Aguirre   |       |
| Entrenador | Entrenador | Edgar Ospina    |       |

|  | MED | Charly Vicente | Entró |
|  | DEL | Edgar Romaní   | Entró |

|  | DEL | Daniel Maldonado | Entró |
|  | MED | Franco Melgar    | Entró |

| Anotado | 5'  | Wilder Galliquio | 1-0 |
| Anotado | 46' | Wilder Galliquio | 2-0 |

| Anotado | 51' | Antonio Serrano | 2-1 |

| Amonestado |  | Wilder Galliquio |
| Amonestado |  | Charly Vicente   |

| Amonestado |  | Dúber Zapata |
| Amonestado |  | Jorge Chávez |

| Árbitro | Héctor Rojas |

- Edgar Romaní anotó un gol segundos después que el árbitro sonara su silbato anunciando el final del encuentro, por lo que no se considera en el resultado.

## Goleadores
| Jugador         | Jugador             | Goles | Equipo               |
| --------------- | ------------------- | ----- | -------------------- |
| Bandera de Perú | Jorge Lozada        | 12    | Sport Águila         |
| Bandera de Perú | Atilio Francia      | 9     | Hijos de Acosvinchos |
| Bandera de Perú | Pierre Orosco       | 9     | América Cochahuayco  |
| Bandera de Perú | Willi Villavicencio | 9     | Sport Águila         |

## Premiación
| Jugador           | Equipo              | Categoría                    |
| ----------------- | ------------------- | ---------------------------- |
| Wilder Galliquio  | Total Clean         | Mejor Jugador del campeonato |
| Jorge Lozada      | Sport Águila        | Goleador del campeonato      |
| Jhonny Soto       | Inti Gas Deportes   | Arquero menos batido         |
| Fredy García      | Total Clean         | Mejor entrenador             |
| Yerssinio Saldaña | América Cochahuayco | Jugador revelación           |

Fuente: Peru.com 